# 親衛隊は敵地を進む
親衛隊は敵地を進む（しんえいたいはてきちをすすむ、独: SS marschiert in Feindesland）は、武装親衛隊で歌われたドイツの軍歌である。ドイツ国防軍の「コンドル軍団行進曲」(Parademarsch der Legion Condor)の旋律を借用している。

## 概要
作曲者はカール・ベーゲルザックで作詞者は不明。ナチ党の私兵組織である武装親衛隊(武装SS)を題材としている。なお、原曲の「コンドル軍団行進曲」はスペイン内戦を戦ったドイツ国防軍遠征隊「コンドル軍団」を題材としていた。作詞者・作詞時期ともに不明だが、作詞時期は独ソ戦末期とされている。
また、部隊ごとに同様の旋律でいくつかの替え歌が存在している。例えば、降下猟兵では「緑の悪魔（Grüne Teufel）」、武装親衛隊の「第5SS装甲師団の歌（På vikingtog）」などがある。

## 歌詞
2番まであるが、複数のバージョンがある。

1
SS marschiert in Feindesland
und singt ein Teufelslied.
Ein Schütze steht am Wolgastrand
Und leise summt er mit.
Wir pfeifen auf unten und oben
und uns kann die ganze Welt
verfluchen oder auch loben,
grad wie es ihnen gefällt.
Refrain
Refrain
(Wo wir sind da geht’s immer vorwärts
und der Teufel der lacht nur dazu.
Ha ha ha ha ha ha!
Wir kämpfen für Deutschland,
Wir kämpfen für Hitler,
der Rote kommt nie mahr zur Ruh'.)
2
Wir kämpfen schon in mancher Schlacht
in Nord Süd Ost und West
und stehen nun zum Kampf bereit
gegen die rote Pest.
SS wird nicht ruh'n, wir vernichten
bis niemand mehr stört Deutschlands Glück.
Und wenn sich die Reihen auch lichten,
für uns gibt es nie ein Zurück.
Refrain

1.
親衛隊は敵地を進み、
そして悪魔の唄を歌う。
オーデルの河畔に立つ歩哨もまた、
ともに小声で口遊むのだ。
我等は良いも悪いも気にかけない。
全世界は我等を
呪うか、あるいは称えるだろう。
どちらかなのかは君等次第だ。
（繰り返し） 
```
 （繰り返し）
```

我等はどこでも常に前進する。
悪魔はそのことを笑うばかり。
ハハハハハハ！
我等はドイツのために戦う。
我等はヒトラーのために戦う。
敵が安らぐことは決してないのだ。
2.
我等はすでに四方で
幾多の戦いを越えてきた。
そして赤い害毒を討つべく、
戦いの準備をしている。
ドイツの幸福を妨げる者を討ち滅ぼすまで、
親衛隊は休まず戦う。
たとえ部隊が消耗するとも
我等が退くことはないのだ。
（繰り返し）        
（繰り返し）
我等はどこでも常に前進する。
悪魔はそのことを笑うばかり。
ハハハハハハ！
我等はドイツのために戦う。
我等はヒトラーのために戦う。
敵が安らぐことは決してないのだ。

### 緑の悪魔
1.

Ja, wer marschiert in Feindesland
und singt ein Treufellied?
Ein Schutze steht am Oderstrand
Und leise summt er mit:
Wir pfeifen aus Unten und Oben
und uns kann die ganze Welt
Verfluchen oder auch loben,
Grad wie es ihr wohl gefällt.
Wo wir sind da ist immer vorne
Und der Teufel, der lacht noch dazu:
Ha, ha, ha, ha, ha.
Wir kämpfen für Deutschland
der Freiheit zur Ehre,
Der Gegner kommt nicht mehr zur Ruh.
2.

Wie weit der Marsch auch immer sei,
Wir finden bald die Schlacht.
Entschlossen, stets zum kampf bereit,
im Angriff Tag und Nacht.
Das Gewehr fest gefaßt und verwegen
die feindiche Stellung gestürmt!
mit "Hurra" dem Tode entgegen,
Der Gegner ergibt sich und türmt.
Wo wir sind da ist immer vorne
Und der Teufel, der lacht noch dazu:
Ha, ha, ha, ha, ha.
Wir kämpfen für Deutschland
der Freiheit zur Ehre,
Der Gegner kommt nicht mehr zur Ruh
3.

Hat auch der Tod mit harter Hand
die Besten oft gefällt -
wir hielten aus, der Wall stand fest,
die Flut an uns zerschellt.
Und ziehen wir Fallschirmjäger
als Sieger durchs deutsche Land.
Marschieren mit uns Kameraden
im gleichen Ehrengewand.
Wo wir sind da ist immer vorne
Und der Teufel, der lacht noch dazu:
Ha, ha, ha, ha, ha.
Wir kämpfen für Deutschland
der Freiheit zur Ehre,
Der Gegner kommt nicht mehr zur Ruh

1.

さあ、敵地を進みて
悪魔の唄うたうは誰ぞ。
狙撃兵こそがオーデル河畔にて
微かに唄を口遊むのだ。
我らはどこでも口笛を吹く。
全世界が我らを
呪い、また称えようと
一抹の慰みに過ぎないのだから。
（繰り返し）
（繰り返し）
我らはどこでも常に前進し、
そして悪魔が更に嘲笑う。
ハ、ハハハハ！
我らはドイツの為戦い、
自由に栄光を授ける。
敵は止む事なく迫ってくるのだ。
2.

いかに行軍が遥かなるとも
戦闘はもう目の前だ。
日に夜に継ぐ攻撃に
我らの覚悟も、戦の備えも万端。
銃を固く握り締め、
雄々しく敵陣を強襲せよ！
喚声と共に　敵は死に絶え
その屍は山を為す。
（繰り返し）
（繰り返し）
我らはどこでも常に前進し、
そして悪魔が更に嘲笑う。
ハ、ハハハハ！
我らはドイツの為戦い、
自由に栄光を授ける。
敵は止む事なく迫ってくるのだ。
3.

死はその無慈悲な腕を
戦友の上に振り下ろす事もあった。
だが我ら耐え忍び、壁と峙ちて
敵の波を打ち砕く。
そして我ら降下猟兵は
勝利して遍くドイツを練歩く。
戦友たちと共に
晴着に身を包み進むのだ。
（繰り返し）
（繰り返し）
我らはどこでも常に前進し、
そして悪魔が更に嘲笑う。
ハ、ハハハハ！
我らはドイツの為戦い、
自由に栄光を授ける。
敵は止む事なく迫ってくるのだ。

### 第5SS装甲師団の歌
（歌詞はノルウェー語による）

1.

På vikingtog til fremmed land dro menn av nordisk ætt,
på kongeskip sto mann vedmann
av Hirden kamp beredt.
Til Grønland og Island og Hjaltland,
gikk ferden på langskip mot vest,
i Frankrike, i Irland og England,
var nordmannen ubuden gjest.
Ja, fienden de måtte vike,
selv paven han tapte sin makt,
ha-ha-ha-ha-ha-ha – ha.
For til vern om det stornorske riket
stod trofaste Hirdmenn på vakt.
2.

Nå reiser vi en Hird påny
av Vidkun Quislings menn.
Og her i gamle Oslo by
står Vikingkorpset frem.
Se baunene lyser fra fjellet
Bærer bud om den nye tid.
Og baunenes lys skal fortelle
om Hirdmenn som fylkes til strid.
Ja, fienden atter skal vike
og pampene tape sin makt,
ha-ha-ha-ha-ha-ha – ha.
For til vern om det stornorske riket står trofaste Hirdmenn på vakt.

1.

ヴァイキングの海路を辿り敵地へと
かつて北方民族の祖先は赴いた
ひとりひとり王の舟に立ち
親兵として戦いに備えるのだ
グリーンランド、アイスランド、シェトランドと
長舟に乗って西にわたり
フランス、アイルランド、イングランドと
ノルウェー人は招かれざる客だった
（繰り返し）
（繰り返し）
そうだ、敵は必ず敗れ
教皇さえ色を失った
ハハハハハハ！
大ノルウェー王国を守るため
親兵は守りに着いたのだ。
2.

今こそ我らが新しい親兵を
ヴィドクン・クヴィスリングの兵を旗揚げせん
そしてこの古都オスロで
ヴァイキングの軍団が立ち上がるのだ
見よ、新時代を告げる光が山に昇るのを
そしてその光は告げん
親兵が戰いに赴くと
（繰り返し）
（繰り返し）
敵はまたもや破れ
指導者たちは色を失うべし
ハハハハハハ！
大ノルウェー王国を守るため
親兵は守りに着いたのだ。